# 朗盛體育館
朗盛體育館（德語：Lanxess Arena）是一座位於德國北萊茵-西發利亞科隆的室內體育館。作為科隆鯊魚主場時可容納18500人。它於1998年啟用，舉辦演唱會時可容納20000人。本體育館以18500人的容納量，榮登非北美洲最大冰球場館的殊榮。
2008年6月2日，科隆體育館宣布將更名為朗盛體育館，將為期10年。贊助商朗盛集團，其總部位於科隆道依茨的朗盛大廈。

## 外部連結
- 官方网站 （英文）